# Aquacade (satellite)
«  Rhyolite (satellite) » redirige ici. Pour les autres significations, voir Rhyolite (homonymie).
Aquacade, initialement Rhyolite, est une famille de satellites militaires de renseignement d'origine électromagnétique (ELINT/SIGINT) développée par les États-Unis et mis en œuvre durant la décennie 1970. Ces satellites placés sur une orbite géostationnaire devaient intercepter les télémesures transmises par les missiles balistiques russes et chinois durant leur vol (TELINT). Quatre satellites de ce type ont été placés en orbite. Ils ont été remplacés par la série des Magnum/Orion.

## Historique

A condition d'être au bon emplacement, un satellite SIGINT peut intercepter les échanges radio.

Les satellites de renseignement d'origine électromagnétique (SIGINT en anglais) constituent, avec les satellites d'imagerie, les deux piliers du segment spatial du renseignement militaire moderne. La première série significative de satellites de ce type est la famille des Canyon. Ces satellites sont développés dans le cadre du programme A de la NRO (l'agence créée pour gérer les satellites de reconnaissance) et développés sous l'égide de l'Armée de l'Air américaine. Il s'agit d'un programme secret qui ne sera rendu public que 20 ans après son achèvement. Les spécialistes du domaine ont longtemps cru qu'il s'agissait d'un programme destiné à détecter le lancement de missiles balistiques. Ces satellites sont construits par Lockheed fournisseur traditionnel des satellites de l'US Air Forces. Les Canyons interceptent les communications émises en microondes et VHF. À cet effet ils sont placés sur une orbite quasi géosynchrone à très haute altitude (40 000 km) ce qui permet par triangulation de déterminer la source de ces émissions radio (COMINT).
Quatre satellites de la série Rhyolite, rebaptisée par la suite Aquacade, sont lancés entre 1970 et 1978 sur une orbite géostationnaire et jouent un rôle complémentaire : ils collectent les signaux émis par les missiles balistiques soviétiques et chinois ainsi que par leurs véhicules de rentrée (TELINT) et interceptent les émissions radio soviétiques émises en micro-ondes. Ces satellites rattachés au programme 720 et programme 472 reçoivent initialement l'appellation Rhyolite, mais sont rebaptisés Aquacade en 1977 après le lancement du deuxième satellite de la série, lorsque les soviétiques apprennent l'existence de la série.
Pour étendre la surveillance aux latitudes les plus septentrionales mal couverte par les satellites en orbite géostationnaire, les États-Unis déploient la série des Jumpseat entre 1971 et 1983. Une demi douzaine de ces satellites circulent sur une orbite de Molnia qui leur permet de survoler l'hémisphère nord durant la plus grande partie de leur orbite. Les satellites Jumpseat circulant sont remplacés dans les années 1990 par une série de trois Trumpet. Pour remplacer la série des Aquacade, les américains lancent le programme Argus dont l'objectif est de développer des satellites ayant une antenne de 40 mètres de diamètre. Ce programme est abandonné et remplacé par série des Magnum/Orion.

## Caractéristiques techniques
Le satellite Aquacade a une masse évaluée à 700 kg. Il dispose d'une antenne de 20 à 23 mètres de diamètre déployée en orbite et utilisée pour intercepter les communications militaires. Le satellite est stabilisé 3 axes. Le satellite est conçu par la CIA. Celle-ci sélectionne en 1966 la division Defense and Space Systems Group de TRW pour construire la série.

## Historique des lancements
Tous les lancements des Canyon ont eu lieu depuis le pas de tir LC-13 de la base de lancement de Cape Canaveral en Floride. Le premier satellite est lancé en 1970 et est positionné sur la longitude 105° Est pour pouvoir surveiller à la fois la base de lancement de Baïkonour et celle de Sary Shagan. Il reste opérationnel au moins jusqu'en 1975. Le deuxième satellite est positionné initialement sur la longitude 70° Est au-dessus de la corne de l'Afrique pour suivre le trafic radio des régions occidentales de l'Union soviétique et les télémesures transmises par les missiles lancés depuis Baïkonour. Il reste sur cette position au moins 3 à 4 ans. Le troisième satellite lancé en 1977 remplace le deuxième et reste opérationnel au moins jusqu'en décembre 1982. Le dernier satellite lancé en 1978 est positionné sur la longitude 115° Est. Il est utilisé pour suivre la rentrée des missiles balistiques soviétiques au-dessus de la presqu'île du Kamtchatka et suivre la trafic radio des régions centrales et orientales de l'Union soviétique. Le satellite était encore actif en décembre 1982.
| Désignation                                         | Date de lancement | Lanceur             | Identifiant COSPAR | Remarques |
| --------------------------------------------------- | ----------------- | ------------------- | ------------------ | --------- |
| Aquacade 1 ex Rhyolite 1 (Mission 7601, OPS 5346)   | 19 juin 1970      | Titan-SLV3A/Agena-D | 1970-046A          |           |
| Aquacade 2 ex Rhyolite 2 (Mission 7602 ?, OPS 6063) | 6 mars 1973       | Titan-SLV3A/Agena-D | 1973-013A          |           |
| Aquacade 3 ex Rhyolite 3 (Mission 7603 ?, OPS 4258) | 11 décembre 1977  | Titan-SLV3A/Agena-D | 1977-114A          |           |
| Aquacade 4 ex Rhyolite 4 (Mission 7604 ?, OPS 8790) | 7 avril 1978      | Titan-SLV3A/Agena-D | 1978-038A          |           |